# Нурбаев, Жалолидин Паязидинович
Жалолидин Паязидинович Нурбаев (род. 16 июля 1970, Араван) — депутат Жогорку Кенеша Кыргызской Республики VII созыва (с 2021 года). Член Комитета по аграрной политике, водным ресурсам, экологии и региональному развитию Жогорку Кенеш VII созыва (с декабря 2022 года).

## Биография

### Детство
Родился 16 июля 1970 года на участке Пахта-Абад села Араван Араванского района Ошской области.

### Образование
В 1992 году завершил обучение в Кыргызском сельскохозяйственном институте имени К. И. Скрябина, получил специальность — агроном, квалификация ученый-агроном.

### Трудовая деятельность
С 1993 по 1995 годы занимался индивидуальной предпринимательской деятельностью.
С 1995 по 1999 годы руководил крестьянским хозяйством «Чынар».
С 1999 по 2011 год работал в должности директора Центра Маркетинга при Араванской районной администрации.
С 2008 по 2012 годы избирался депутатом районного кенеша по Араванскому району. В это же время до 2014 год продолжил руководить крестьянским хозяйством «Чынар».
С 2014 по 2021 годы работал главой Алля Анаровского айыльного аймака Араванского района Ошской области.
В ноябре 2021 года избран депутатом VII созыва Жогорку Кенеша Кыргызской Республики от Араванского избирательного округа № 6. В 2022 году вошёл в состав комитета по аграрной политике, водным ресурсам, экологии и региональному развитию Жогорку Кенеша.
Женат. Воспитывает пятерых детей.